# Guto Dulinski
Luiz Augusto Gonçalves de Barros Dulinski (São Paulo, 1 de  fevereiro de 1979) é um voleibolista brasileira praticante da modalidade de vôlei de praia bicampeão nas etapas do Circuito Sul-Americano de Vôlei de Praia  de, no Brasil e Bolívia, conquistou o título do Rei da Praia do Brasil em 2003 e no mesmo ano  foi corado o Rei dos Reis a nível mundial.

## Carreira
A trajetória de Guto iniciou-se na cidade de Santos logo despontou como um jogador de vôlei de praia com grande potencial, pois, com apenas três anos de carreira nesta modalidade foi premiado como a Revelação do Circuito Brasileiro de Vôlei de Praia em 2001.No começo de sua carreira  para galgar a o profissionalismo contou com de sua mãe Gilda Gonçalves, fato lembrado por ele em todas as conquistas dedicando a vitória a ela , temporada na qual jogou ao lado de Celso Brunholi no Aberto de Vitória pontuando ao alcançar a trigésima sétima colocação final.
Em 2002 passou a jogar ao lado de Jorge Terceiro “Gia” pelo Circuito Brasileiro de Vôlei de Praia correspondente e conquistaram os títulos das etapas de Vitória e Maceió, conquistaram o título também na etapa de Belém, finalizando na quarta posição geral deste circuito; com este parceiro competiu no Aberto de Fortaleza pelo Circuito Mundial de Vôlei de Praia de 2002 quando finalizaram na quinquagésima sétima posição.
Ainda em 2002 formou dupla com Pedro Grael na conquista da medalha de ouro na etapa de Campos dos Goytacazes pelo Circuito Sul-Americano de Vôlei de Praia, e na etapa de La Paz jogou ao lado de Jorge Terceiroconquistando o bicampeonato nesta etapa.
No período esportivo de 2003 continuou jogando ao lado de Jorge Terceiro, a exemplo disso tem-se a temporada de Campo Grande, mas alcançou o quarto lugar nas etapas de Caxias do Sul e Rio de Janeiro, válidas pelo correspondente Circuito Brasileiro de Vôlei de Praia de 2003.
Participou do Torneio da Rei da Praia em 2003 realizado em na Praia de Ipanema, Rio de Janeiro, sendo coroado o Rei da Praia nesta edição; no mesmo ano ao lado de Jorge Terceiro disputou Desafio Rei dos Reis realizado também nas areias de Ipanema, conquistando o título de Rei dos Reis de 2003 derrotando na final o norte-americano  Eric Fonoimoana, este Rei da Praia dos Estados Unidos que jogou ao lado de Dax Holdren.
Ao lado de Jorge Terceiro disputou a Etapa Challenger de Natal e sagrou-se campeão e quarto colocados na etapa de Goiânia pelo Circuito Brasileiro de Vôlei de Praia de 2004.
Na temporada de 2005 confirmou dupla ao lado de Nalbert Bitencourt quando finalizaram na décima terceira posição nas etapas de Fortaleza e João Pessoa,  quinto colocados na etapa de Maceió e ainda terminaram na décima nona posição em Recife e não se classificaram para o torneio principal em Recife, finalizando no ranking geral de duplas na décima nona posição.E formando dupla  Pedro Cunha conquistou o título da etapa de Goiânia.
Com Pedro Cunha não pontuou nos Aberto de Zagreb e Gstaad, também no Grand Slam de Stavanger pelo Circuito Mundial de Vôlei de Praia de 2005, neste referido circuito alcançaram a décima sétima posição no Aberto de São Petersburgo e nono lugar no Aberto de Espinho e atuando junto com Nalbert Bittencourt alcançou o vigésimo quinto lugar no Aberto de Acapulco, sétimo posto no Aberto de Salvador e na Etapa Satélite  de Buenos Aires finalizaram em quinto lugar.
No ano de 2006 esteve casado com a jogadora de vôlei de praia Rebeca Lima, época que chegou a competir ao lado de Bruno de Paulano Circuito Brasileiro de Vôlei de Praia de 2006 quando conquistaram o vice-campeonato na etapa de Campo Grande, também disputaram a etapa de São Luís juntos pelo mesmo circuito, sagrando-se campeões na Etapa Challenger de Juiz de Fora pelo correspondente Circuito Brasileiro de Vôlei de Praia, e com Georg Antal Filho disputou as etapas de João Pessoae Brasília.
Disputou as partidas da fase de classificação ao lado de Fabinho Araújo a oitava edição do Torneio Rei da Praia de 2006 realizada em na Praia de Ipanema.Na temporada de 2007 formava dupla com Fabiano Melo, por problemas de saúde deste parceiro jogou ao lado de 
André Cunha alcançando a primeira classificação ao torneio principal da Etapa Challenger em Palmas pelo correspondente circuito brasileiro, e ao lado de Fabiano Melo visavam competir no torneio da AVP (Associação de Vôlei Profissional Americana).Também jogou ao lado de Giuliano “Xuxo” .
Competiu também pelo Circuito Estadual do Rio de Janeiro, chamado de Circuito de Vôlei de Praia Verão TIM 2008 quando formou dupla na quarta etapa com Rhooney Ferramenta.Chegou abandonar a carreira em 2008 quando migrou para Vitória (ES), onde começou a cursar a faculdade de Engenharia de Alimentos e passou a trabalhar na empresa de um amigo, com o tratamento de algas marinhas, mais tarde atendendo ao apelo dos amigos decidiu retomar a carreira na praia novamente.
Pela temporada de 2009 do Circuito Estadual de Vôlei de Praia jogou ao lado de Oscar Brandãoalcançando o terceiro lugar na etapa de Campo Grande , o vice-campeonato na etapa de Vitória, na etapa de Goiânia conquistaram o título e também alcançaram o bronze na etapa de Praia Grande.
Ainda na jornada esportiva de 2009 jogou ao lado de Oscar Brandão alcançando a nona colocação em Balneário Camboriú  e o quinto lugar em Santa Maria , finalizaram em décimo nono lugar em Curitiba, disputaram a etapa a etapa de São José dos Campos, nesta finalizou em décimo terceiro lugar , mesma colocação obtida em Campo Grande , Belém , Teresina , além da nona posição na etapa de Fortaleza , décimo terceiro lugar em João Pessoa , quinto posto em Recife , décimo terceiro lugar na etapa de Maceió  e também em Salvador , terminando na nona posição geral entre as duplas do referido circuito.
Iniciou a temporada de 2010 ao lado de Bernardo Romano, alcançando o décimo terceiro lugar na etapa de Caxias do Sul , décimo nono lugar na etapa de Balneário Camboriú ,  mesmo posto obtido com  Wadson Oliveira  na etapa de São José dos Campos, na etapa de Uberaba , também nas etapas de Goiânia , de Campo Grande, depois competiu ao lado de  Rhuan Ferramenta e terminaram na trigésima terceira posição na etapa de Fortaleza, na seguencia voltou atuar com Wadson Oliveira e conquistaram a vigésima quinta posição , depois jogou com Ricardo Brandão alcançando a décima nona posição na etapa de Salvador, que também repetiu o feito ao lado de Josias Júnior na etapa de Vila Velha, retornando com Ricardo Brandão na conquista do quinto lugar na etapa de Búzios, encerrando com este na vigésima colocação geral no circuito.
No Circuito Brasileiro de Vôlei de Praia de 2011 voltou a competir ao lado de Ricardo Brandão e juntos terminaram na trigésima quarta colocação na etapa de Vitória, depois com Marcus Carvalhaes finalizou na vigésima oitava posição na etapa do Rio de Janeiro , novamente com Riucardo Brandão encerrou na décima oitava posição na etapa do Guarujá ,com este alcançou o sétimo lugar em Curitiba , mesma colocação obtida na etapa de Balneário Camboriú ao lado de  Luciano Ferreira, outra vez com Ricardo Brandão conquistaram a vigésima segunda posição .
Participa do projeto do Life Instituto com o jogador de vôlei de praia Luccas Lima que fundou e executa em parceria com o Centro de Desenvolvimento e Treinamento Luccas Lima sendo referência no Estado de São Paulo e atua em dois segmentos: social e rendimento, neste Guto além de atleta atua como coordenador técnico da equipe.
Competiu na quinta edição do Fest Vôlei em Praia grande em 2013ao lado de Deverson Cardoso com quem conquistou o título da edição  do Fest Vôlei de Iguaba no mesmo ano. Em 2014 voltou a competir ao lado de Jorge Terceiro no Circuito Brasileiro de Vôlei de Praia Challenger quando em Ribeirão Preto finalizaram na décima terceira posição.
Ao lado de Rhuan Ferramenta conquistou o vice-campeonato da etapa de Campinas do Circuito Brasileiro de Vôlei de Praia Nacional 2013-14 e disputaram a Copa Farol de São Tomé de Vôlei de Praia.
Ao Lado de Rhuan Ferramenta disputou o Circuito Brasileiro de Vôlei de Praia Challenger de 2016 alcançando a décima sétima posição na etapa de João Pessoa.
Jogando com George Wanderley alcançaram a quarta posição na etapa de Campinas Circuito Brasileiro de Vôlei de Praia Nacional 2014-15. Com Carlão conquistou os títulos as etapas de Jacareí e Guaíra válida pelo Circuito Paulista de Vôlei de Praia de 2014-15 e também do  Circuito Paulista de Vôlei de Praia de 2015-16 em São Paulo.
Ao lado de Rhuan Ferramenta disputou a etapa de Fortaleza pelo Circuito Brasileiro de Vôlei de Praia 2015-16 e finalizaram com o bronze, e com Rodrigo Saunders alcançou o quarto lugar na etapa de Lauro de Freitas e também em Maringá, além da conquista do vice-campeonato na quarta etapa realizada no Rio de Janeiro.
Formando dupla com Tiago Rech de Castilhos conquistou o título do Circuito Beach Bauru  em 2016, competiu também com Luccas Lima no I São Joaquim Open, em São Joaquim da Barra, quando sagraram-se campeões; com Bruno Malta conquistou a etapa de Guaíra também pelo Circuito Paulista de Vôlei de Praia 2017-18.
Com seu parceiro Luccas Lima alcançou o décimo sétimo lugar na etapa de Brasília, válida pelo Circuito Brasileiro de Vôlei de Praia Nacional, alcançando o bronze na etapa de Uberlândia, também foram quintos colocados na etapa de Maringá, campeões na etapa de São José, décima posição na etapa de Maceió, mesmo posto alcançado também em Aracaju, além da nona posição em Vitória.
Novamente com Luccas Lima disputou a etapa de João Pessoa pelo Circuito Brasileiro de Vôlei de Praia Open de 2016-17, quando finalizaram na décima terceira colocação.Competiu ao lado de Marcos Cabral no Circuito Brasileiro de Vôlei de Praia Challenger de 2017, chegando ao décimo terceiro posto na etapa de Maringá, ao vigésimo primeiro lugar na etapa de Bauru.
Pela quarta edição do Circuito Paulista de vôlei de Praia de 2017, Guto conquistou o título da etapa de Campinas ao lado de Luccas Lima, além do título novamente no Circuito Beach Bauru no mesmo ano; e com este jogado conquistaram o título de Itapeva da oitava etapa do Circuito Pupy de Vôlei de Praia de 2017 realizado na Arena Pupy.
Em julho de 2017 também esteve ao lado de Luccas Lima na Europa e disputaram duas competições, estas integrantes do calendário do "World Protour", pelo Circuito Mundial de Vôlei de Praia organizado pela WVBF (World Volleyball Federation), mas competiu com o paraibano André Coelho quando conquistaram o título do torneio em Gierre, Itália,  e o obtiveram o quarto lugar na etapa em São Moritz, após contusão do seu parceiro.
Também jogando ao lado de Luccas Lima iniciou as disputas do Circuito Brasileiro de Vôlei de Praia Open 2017-18 e terminaram na vigésima quinta posição na etapa de Campo Grande, além do nono lugar na etapa de Itapemae também em Fortaleza.

## Títulos e resultados
- Aberto de Gierre do Circuito Mundial Protour de Vôlei de Praia:2017[102]
- Aberto de São Moritz do Circuito Mundial Protour de Vôlei de Praia:2017[102]
- Etapa de Campos dos Goytacazes do Circuito Sul-Americano de Vôlei de Praia:2002[6]
- Etapa de Laz Paz do Circuito Sul-Americano de Vôlei de Praia:2002[8]
- Etapa Challenger de Juiz de Fora do Circuito Brasileiro de Vôlei de Praia Open:2006[27]
- Etapa de Goiânia do Circuito Brasileiro de Voleibol de Praia Open:2005[22]
- Etapa Challenger Natal do Circuito Brasileiro de Voleibol de Praia Open:2004[16]
- Etapa de Belém do Circuito Brasileiro de Voleibol de Praia Open:2002[4]
- Etapa de Maceió do Circuito Brasileiro de Voleibol de Praia Open:2002[1]
- Etapa de Vitória do Circuito Brasileiro de Voleibol de Praia Open:2002[1]
- Etapa de Campo Grande do Circuito Brasileiro de Voleibol de Praia Open:2006[25]
- Etapa de São José do Circuito Brasileiro de Voleibol de Praia Nacional:2016-17[92]
- Etapa do Rio de Janeiro do Circuito Brasileiro de Voleibol de Praia Nacional:2015-16[85]
- Etapa de Campinas do Circuito Brasileiro de Voleibol de Praia Nacional:2013-14[75]
- Etapa de Uberlândia do Circuito Brasileiro de Voleibol de Praia Nacional:2016-17[90]
- Etapa de Fortaleza do Circuito Brasileiro de Voleibol de Praia Nacional:2015-16[82]
- Etapa  de Maringá do Circuito Brasileiro de Voleibol de Praia Nacional:2015-16[84]
- Etapa  de Lauro de Freitas do Circuito Brasileiro de Voleibol de Praia Nacional:2015-16[83]
- Etapa  de Campinas do Circuito Brasileiro de Voleibol de Praia Nacional:2014-15[79]
- Circuito Brasileiro de Voleibol de Praia Open:2002[5]
- Etapa do Rio de Janeiro do Circuito Brasileiro de Voleibol de Praia Open:2003[1]
- Etapa de Caxias do Sul do Circuito Brasileiro de Voleibol de Praia Open:2003[1]
- Etapa de Goiânia do Circuito Brasileiro de Voleibol de Praia Open:2004[18]
- Etapa de Goiás do Circuito Estadual de Vôlei de Praia:2009[37]
- Etapa do Espírito Santo do Circuito Estadual de Vôlei de Praia:2009[36]
- Etapa do Mato Grosso do Sul do Circuito Estadual de Vôlei de Praia:2009[35]
- Etapa do São Paulo do Circuito Estadual de Vôlei de Praia:2009[38]
- Fest Vôlei de Praia  de Iguaba:2013
- Etapa de Campinas do Circuito Paulista de Vôlei de Praia:2017-18[99]
- Etapa de Guaírado Circuito Paulista de Vôlei de Praia:2017-18[88]
- Etapa de São Paulo do Circuito Paulista de Vôlei de Praia:2015-16[81]
- Etapa de Guaíra do Circuito Paulista de Vôlei de Praia:2014-15[80]
- Etapa de Jacareí do Circuito Paulista de Vôlei de Praia:2014-15[80]
- Circuito Beach Bauru de Vôlei de Praia:2017[100]
- Circuito Beach Bauru de Vôlei de Praia:2016[86]
- São Joaquim Open de Vôlei de Praia:2016[87]
- Etapa de Itapeva do Circuito Pupy de Vôlei de Praia:2017[101]

## Premiações Individuais
- Rei dos Reis da Praia de 2003[14]
- Rei da Praia de 2003[12]
- Revelação do Circuito Brasileiro de Vôlei de Praia Open 2001